# Микри Маус
Никола Јелић (Чачак, 24. децембар 1981), познатији под уметничким именом Микри Маус, српски је репер и радио-водитељ. Члан је познате београдске хип-хоп групе Прти Бее Гее.

## Биографија
Никола Јелић је рођен 24. децембра 1981. године у Чачку. Одрастао је у Београду, у Вождовачком насељу Медаковић 2. Један је од оснивача култног београдског реп састава „Прти Бее Гее” и један од највећих хип хоп уметника у Срба икада. У његовим текстовима често спомиње да је Ром (по његовим речима и Циган[ин]), иако није ромског порекла. То представља његово дистанцирање од популарне културе у Србији јер много људи, пре свега естрадних уметника, крије своје ромско порекло. Из тих разлога, Микри намерно контрира тој култури потенцирајући његово ромство, иако није Ром. С друге стране, у његовом родном месту, као и у целој Србији, реч Циганин не односи се само на етницитет и боју коже, већ је то пејоративан израз настао из предрасуда према Ромима, о њиховој хигијени, бављења криминалом итд. Управо је то други разлог зашто он себе назива Циганином у својим песмама.

### Каријера
Године 2000. Микри Маус, Москри и Еуфрат Курајбер основали су групу Прти Бее Гее чије су главне теме секс, дрога и рокенрол. Године 2002. група је издала свој први албум Грејтест хитс у њиховом новом студију у насељу Медаковић.
Године 2004. Микри Маус постао је члан групе 43зла, са којом је 2004. године издао албум под називом Све саме барабе. 25. августа 2005. умро је идејни вођа Прти Бее Гее-а и члан групе 43зла Москри, па је 2006. године група Прти Бее Гее издала своји други албум под називом Москри 77-05, који је био посвећен преминулом члану групе. Годину дана касније група је издала свој трећи албум Тачно у пре подне, који је достигао велику популарност. Године 2011. група је издала албум под називом Без шечера.
Годину дана касније Микри Маус је објавио албум заједно са Бваном 50е мић, није лоше него повољно.
Године 2015. Микри Маус издао је свој први соло албум под називом Микријев забавник.
Године 2017. Микри Маус је објавио диско фанк сензацију Украдене обраде - Музика за нос, у сарадњи са ДЈ Ковијем,
У јуну 2018. године избацио је албум Ко ме то тамо пева у сарадњи са Бваном. То је њихов други заједнички албум, након албума 50 евра мић (Није лоше него повољно).
Имао је камео улогу у филму Јужни ветар.
Од јуна 2021. г. са Еуфратом уређује и води радио хип хоп емисију „Емсиклопедија” на Радио Београд 202.

### Сарадње
Микри Маус је сарађивао са реперима као што су група Београдски синдикат, Еуфрат, Бвана, Бичарке на трави, Juice, група Бед копи, Бдат Џутим, Севен, Who See, Смоке Мардељаном, Бигру и Паја Кратак и другим реперима са простора Србије.

## Дискографија

### Албуми
Као члан 43зла
- Све саме барабе (2004)

Као члан групе Прти Бее Гее
- Грејтест хитс (2002)
- Москри 77-05 (2006)
- Тачно у пре подне (2007)
- Без шечера (2011)
- Петарда (2016)
- Пет+1 (2021)

Са Бваном
- 50е мић, није лоше него повољно (2012)
- Ко ме то тамо пева (2018)

Соло
- Микријев забавник (2015)
- Музика за нос (2017)

### Синглови и гостовања
- Барбике (feat. Моногамија, 2006)
- Барбике 2 (feat. Моногамија, 2006)
- Дођи да те... (feat. Моногамија, 2006)
- Невер волк алоун (feat. Моногамија, 2006)[4]
- (2007)[5]
- Лежећи полижимијајци (feat. Бванџија, 2014)[6]